# Eichhoffen
Cet article possède un paronyme, voir Reichshoffen.
Eichhoffen [aiʃofən]  (Äschhoffe en alsacien) est une commune française située dans la circonscription administrative du Bas-Rhin et, depuis le 1er janvier 2021, dans le territoire de la Collectivité européenne d'Alsace, en région Grand Est.
Cette commune se trouve dans la région historique et culturelle d'Alsace.

## Géographie
À une altitude de 230 à 260 mètres, le coteau du Moenchberg se situe à l'ouest d'Eichhoffen, à la sortie d'Andlau, et forme un vallon abrité sur son versant sud, bénéficiant d'un environnement sec et chaud.
La texture des sols, principalement argilo-limoneux, est fine. Cette terre de prédilection pour le riesling, produisant un vin au fruité élégant et au corps charpenté, est cultivée depuis l'époque romaine. Le village fait partie du canton d'Obernai et de l'arrondissement de Sélestat-Erstein, non loin de la ville d'Andlau, sur la route reliant Barr à Villé.
|              | Mittelbergheim |              |
| Andlau       | Eichhoffen     | Saint-Pierre |
| Itterswiller |                | Epfig        |

### Cours d'eau
- L'Andlau.

### Toponymie
- Eichhohe, 1097 ;
- Eichoffe ;
- Hichalt ;
- Euchalden ;
- Euchoffen ;
- Eichoffen.

### Hydrographie
La commune est dans le bassin versant du Rhin au sein du bassin Rhin-Meuse. Elle est drainée par l'Andlau et le ruisseau Pflintzgraben,.
L'Andlau, d'une longueur de 42 km, prend sa source dans la commune de Le Hohwald et se jette  dans l'Ill à Illkirch-Graffenstaden, après avoir traversé 21 communes. Les caractéristiques hydrologiques de l'Andlau sont données par la station hydrologique située sur la commune d'Andlau. Le débit moyen mensuel est de 0,76 m3/s. Le débit moyen journalier maximum est de 17,8 m3/s, atteint lors de la crue du 15 février 1990. Le débit instantané maximal est quant à lui de 25,5 m3/s, atteint le même jour.

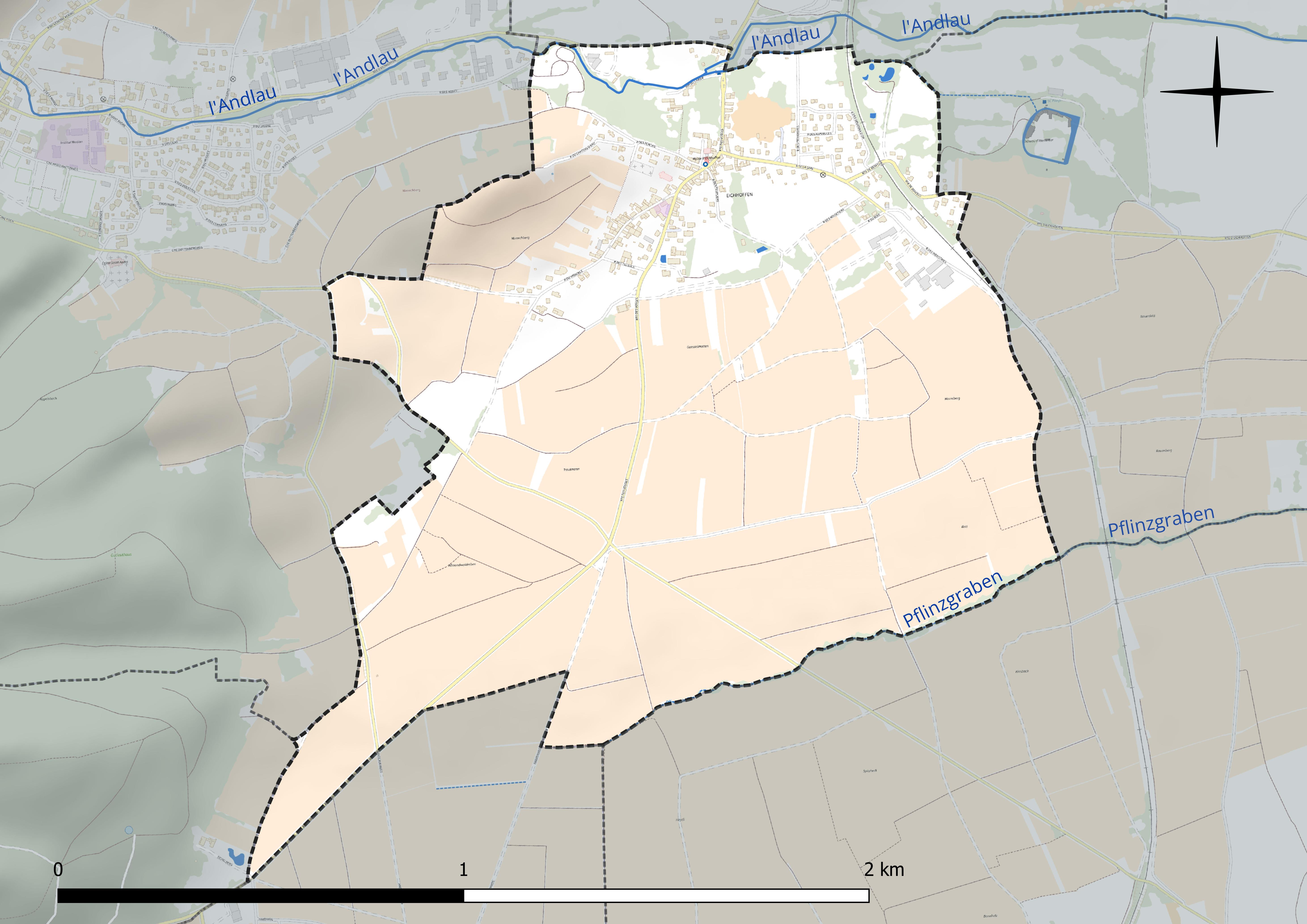
Réseau hydrographique d'Eichhoffen.

### Climat
Pour des articles plus généraux, voir Climat du Grand Est et Climat du Bas-Rhin.
En 2010, le climat de la commune est de type climat des marges montargnardes, selon une étude du Centre national de la recherche scientifique s'appuyant sur une série de données couvrant la période 1971-2000. En 2020, Météo-France publie une typologie des climats de la France métropolitaine dans laquelle la commune est exposée à un climat semi-continental et est dans la région climatique  Vosges, caractérisée par une pluviométrie très élevée (1 500 à 2 000 mm/an) en toutes saisons et un hiver rude (moins de 1 °C). 
Pour la période 1971-2000, la température annuelle moyenne est de 10,3 °C, avec une amplitude thermique annuelle de 17,8 °C. Le cumul annuel moyen de précipitations est de 701 mm, avec 8,3 jours de précipitations en janvier et 10,1 jours en juillet. Pour la période 1991-2020, la température moyenne annuelle observée sur la station météorologique de Météo-France la plus proche, « Le Hohwald_sapc », sur la commune du Hohwald à 9 km à vol d'oiseau, est de 8,8 °C et le cumul annuel moyen de précipitations est de 1 129,1 mm. 
La température maximale relevée sur cette station est de 35,6 °C, atteinte le 25 juillet 2019 ; la température minimale est de −20,5 °C, atteinte le 7 février 1991,,. 
Les paramètres climatiques de la commune ont été estimés pour le milieu du siècle (2041-2070) selon différents scénarios d'émission de gaz à effet de serre à partir des nouvelles projections climatiques de référence DRIAS-2020. Ils sont consultables sur un site dédié publié par Météo-France en novembre 2022.

## Urbanisme

### Typologie
Au 1er janvier 2024, Eichhoffen est catégorisée petite ville, selon la nouvelle grille communale de densité à sept niveaux définie par l'Insee en 2022.
Elle appartient à l'unité urbaine d'Andlau, une agglomération intra-départementale regroupant trois  communes, dont elle est une commune de la banlieue,,. Par ailleurs la commune fait partie de l'aire d'attraction de Strasbourg (partie française), dont elle est une commune de la couronne,. Cette aire, qui regroupe 268 communes, est catégorisée dans les aires de 700 000 habitants ou plus (hors Paris),.

### Occupation des sols
L'occupation des sols de la commune, telle qu'elle ressort de la base de données européenne d’occupation biophysique des sols Corine Land Cover (CLC), est marquée par l'importance des territoires agricoles (79,7 % en 2018), une proportion sensiblement équivalente à celle de 1990 (79,6 %). La répartition détaillée en 2018 est la suivante : 
cultures permanentes (76,3 %), zones urbanisées (19,2 %), prairies (3,4 %), zones industrielles ou commerciales et réseaux de communication (1,1 %). L'évolution de l’occupation des sols de la commune et de ses infrastructures peut être observée sur les différentes représentations cartographiques du territoire : la carte de Cassini (XVIIIe siècle), la carte d'état-major (1820-1866) et les cartes ou photos aériennes de l'IGN pour la période actuelle (1950 à aujourd'hui).

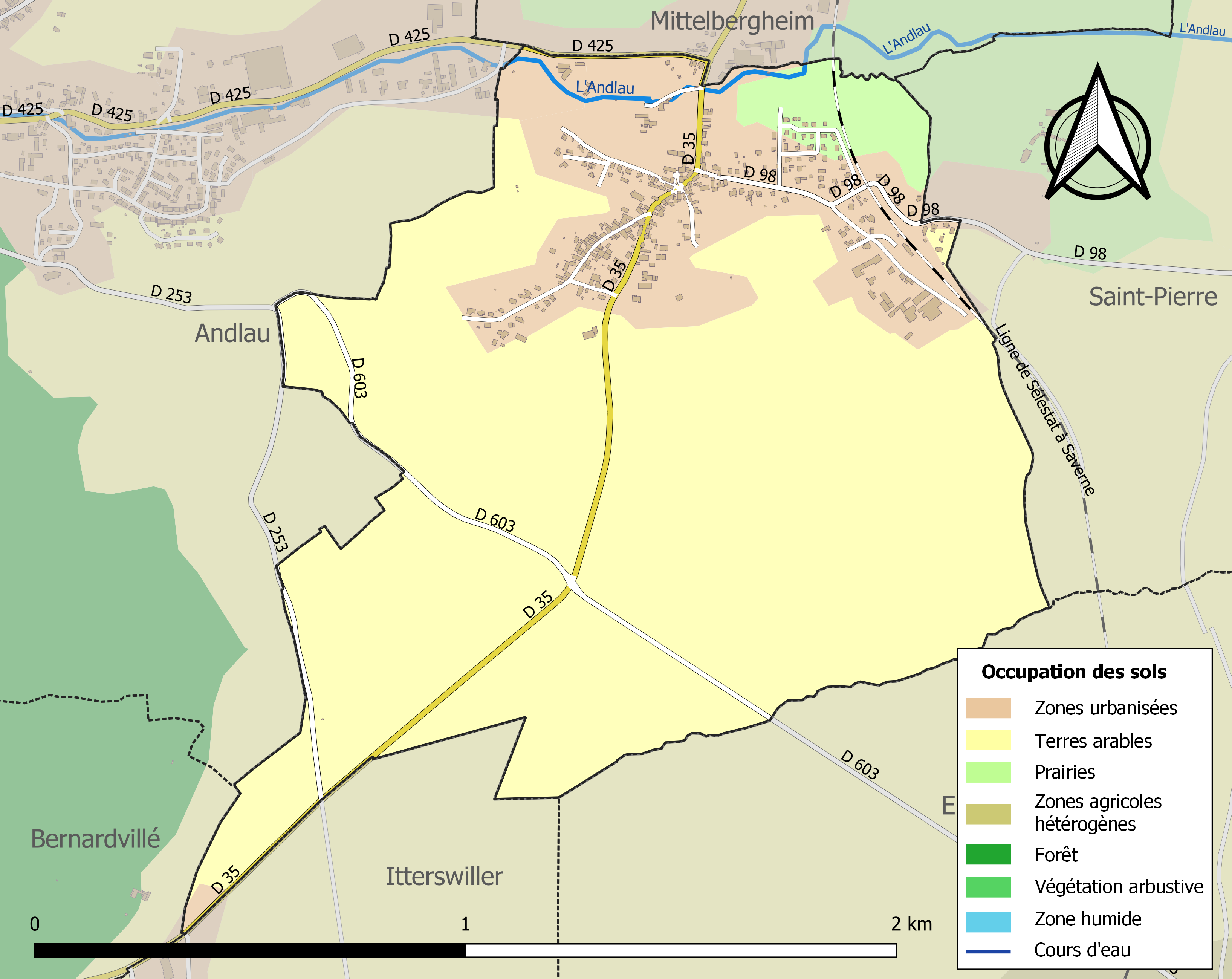
Carte des infrastructures et de l'occupation des sols de la commune en 2018 (CLC).

## Histoire

### Eichhoffen dans leSaint-Empire romain germanique:980-1648
Sous les dynasties ottoniennes (de Henri Ier à Henri II) et saliennes (de Conrad II à Henri V), l'Alsace connaît un véritable renouveau, notamment grâce à sa position stratégique sur les routes rhénanes et alpines. Elle reste divisée en deux comtés (Nordgau et Sundgau). La famille de Habsburg/Habsbourg, originaire d'Ottmarsheim, comtes de Sundgau, est progressivement éclipsée par les comtes de Dabo/Dagsburg-Eguisheim, maîtres du Nordgau, et dont sera issu le futur pape Léon IX, comte Brunon d'Eguisheim-Dagsburg (1048-1054) lors de l'apogée de cette famille. Les empereurs s'appuient sur les évêques qu'ils nomment, pour régner efficacement.
Eichhoffen fut à cette époque (986) un domaine appartenant au comte Hugo IV, fils de Hugo III de Dabo/Dagsburg-Eguisheim, père du pape Léon IX. Son frère Eberhard III dirige l’achèvement des travaux du monastère familial d'Altorf.
En 1052, la chapelle Saint-Jean-Baptiste est consacrée par le pape Léon IX.
Albert I, fils de Hugo V et neveu du pape Léon IX, cède (donation) le domaine d'Eichhoffen (Eichhoffe) au monastère d'Altdorf dans un document adressé à l'évêque Otto de Strasbourg daté du 13 juillet 1097.
En 1227, Eichhoffen devient la propriété de l’évêque de Strasbourg à la suite de l'extinction de la lignée des comtes de Dabo/Dagsburg-Eguisheim.
Naissance de Mathias Ringmann en 1482 à Eichhoffen ; il décède en 1511 à Sélestat.
À la fin du XIXe siècle, il existe à Eichoffen un moulin, une tuilerie, une huilerie, une teinturerie et une imprimerie sur étoffes. Le territoire produit des vins assez estimés.
En 1569, la chapelle Saint-Jean-Baptiste est agrandie.
1603 : extension du village par la construction de maisons à colombages.

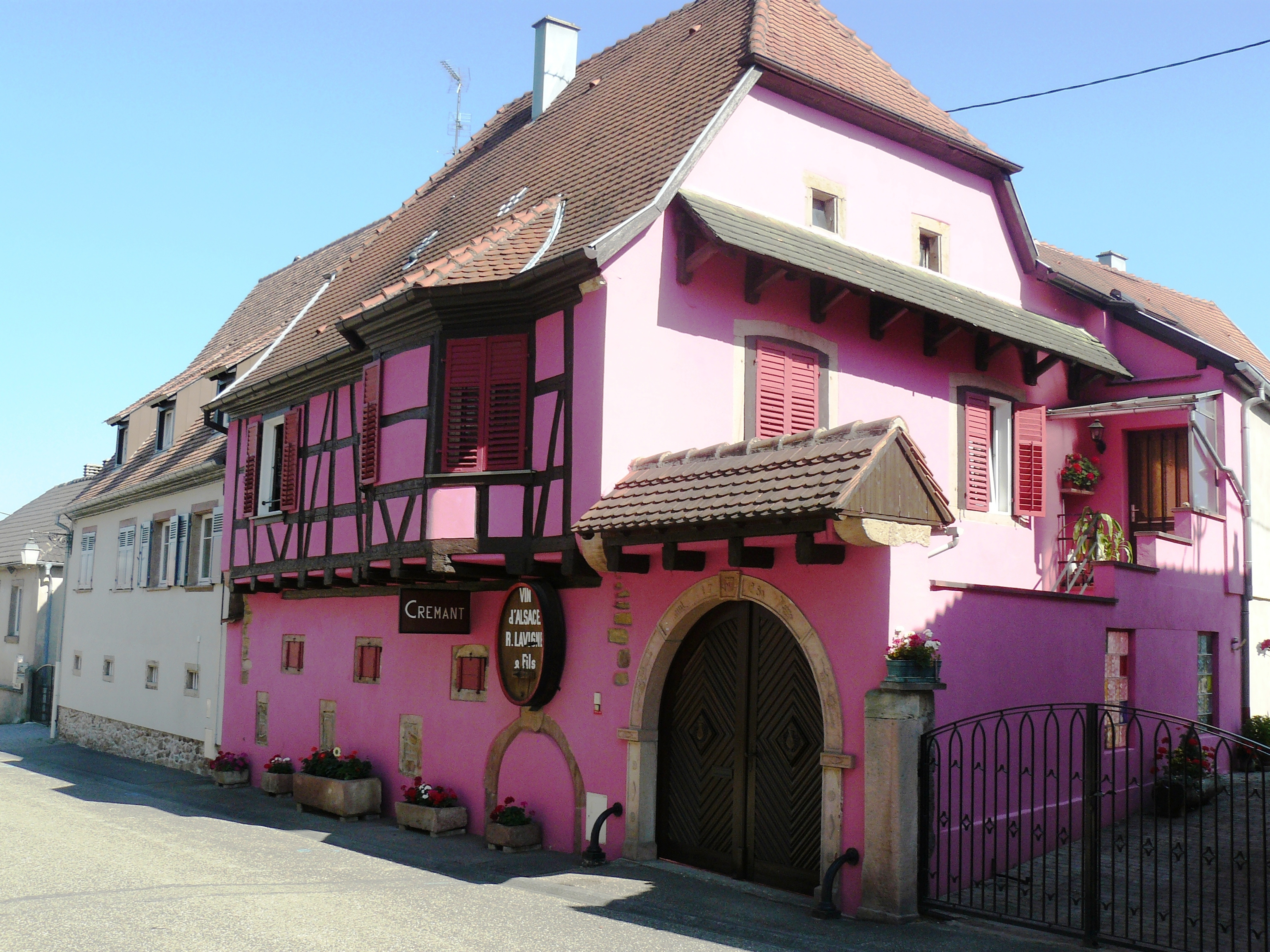
Maison à colombages de 1723 transformée en cave viticole.

### Héraldique
| Blason de Eichhoffen | Blason  | D'or aux trois glands de chêne de sinople, les tiges feuillées appointées mouvant d'une terrasse du même. |
| Blason de Eichhoffen | Détails | |

## Politique et administration

### Fiscalité
| Année                         | 2006    | 2007    | 2008    | 2009    | 2010    |
| ----------------------------- | ------- | ------- | ------- | ------- | ------- |
| Taxe foncière sur le bâti     | 7,72 %  | 7,87 %  | 7,97 %  | 7,97 %  | 8,21 %  |
| Taxe foncière sur le non-bâti | 21,50 % | 21,93 % | 22,34 % | 22,34 % | 23,01 % |
| Taxe d'habitation             | 6,75 %  | 6,89 %  | 7,02 %  | 7,02 %  | 7,23 %  |
| Taxe professionnelle          | 7,15 %  | 7,15 %  | 7,15 %  | 7,15 %  | 7,15 %  |

## Démographie
L'évolution du nombre d'habitants est connue à travers les recensements de la population effectués dans la commune depuis 1793. Pour les communes de moins de 10 000 habitants, une enquête de recensement portant sur toute la population est réalisée tous les cinq ans, les populations de référence des années intermédiaires étant quant à elles estimées par interpolation ou extrapolation. Pour la commune, le premier recensement exhaustif entrant dans le cadre du nouveau dispositif a été réalisé en 2007.

En 2022, la commune comptait 501 habitants, en évolution de −6,88 % par rapport à 2016 (Bas-Rhin : +3,17 %, France hors Mayotte : +2,11 %).
| 1793 | 1800 | 1806 | 1821 | 1831 | 1836 | 1841 | 1846 | 1851 |
| ---- | ---- | ---- | ---- | ---- | ---- | ---- | ---- | ---- |
| 343  | 377  | 393  | 472  | 472  | 502  | 437  | 444  | 439  |

| 1856 | 1861 | 1866 | 1871 | 1875 | 1880 | 1885 | 1890 | 1895 |
| ---- | ---- | ---- | ---- | ---- | ---- | ---- | ---- | ---- |
| 397  | 396  | 418  | 417  | 423  | 422  | 394  | 360  | 343  |

| 1900 | 1905 | 1910 | 1921 | 1926 | 1931 | 1936 | 1946 | 1954 |
| ---- | ---- | ---- | ---- | ---- | ---- | ---- | ---- | ---- |
| 354  | 361  | 361  | 343  | 328  | 326  | 314  | 323  | 315  |

| 1962 | 1968 | 1975 | 1982 | 1990 | 1999 | 2006 | 2007 | 2012 |
| ---- | ---- | ---- | ---- | ---- | ---- | ---- | ---- | ---- |
| 303  | 358  | 460  | 419  | 393  | 410  | 499  | 511  | 558  |

| 2017 | 2022 | - | - | - | - | - | - | - |
| ---- | ---- | - | - | - | - | - | - | - |
| 527  | 501  | - | - | - | - | - | - | - |

## Lieux et monuments

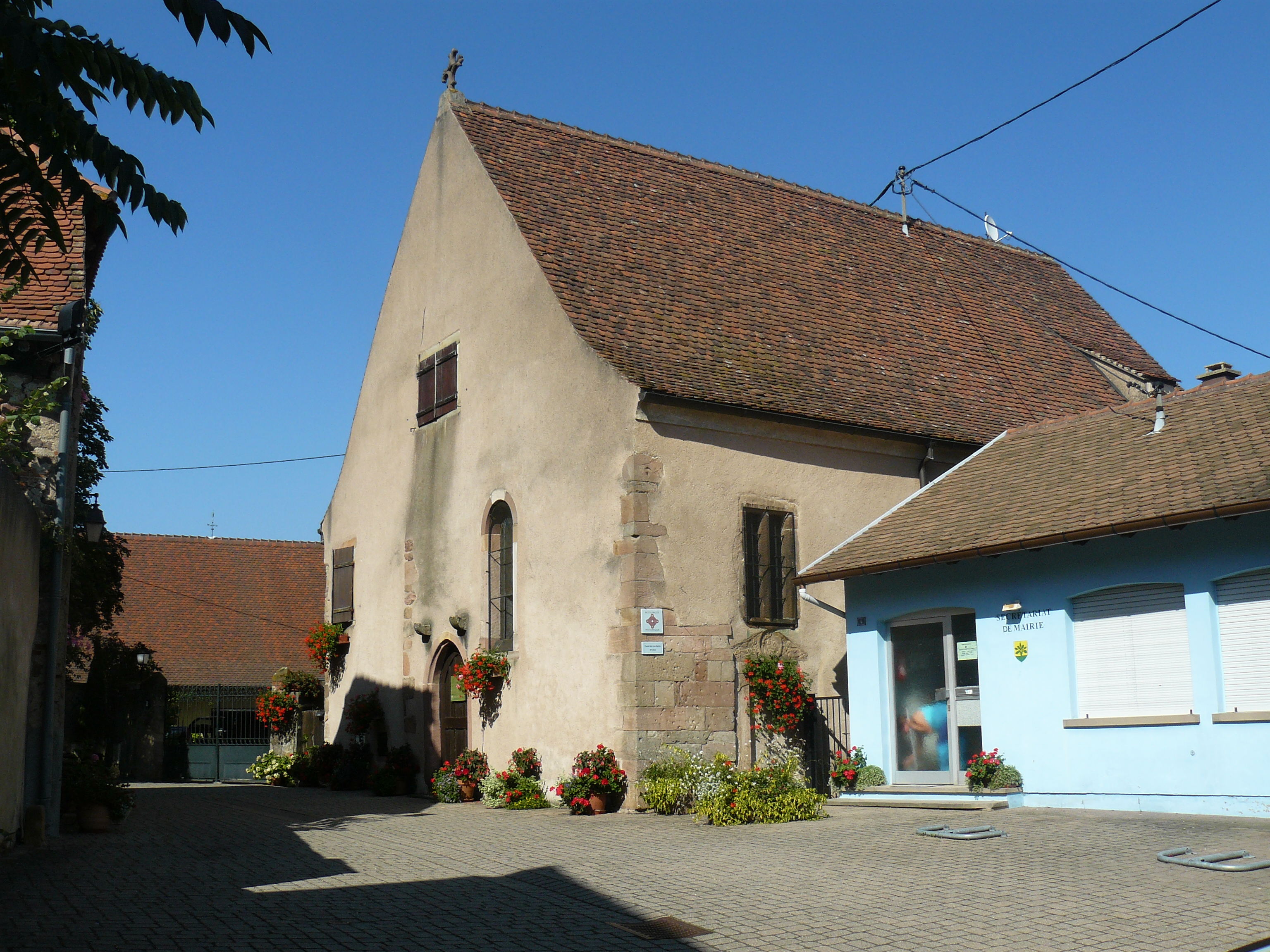
Chapelle Saint-Jean-Baptiste.

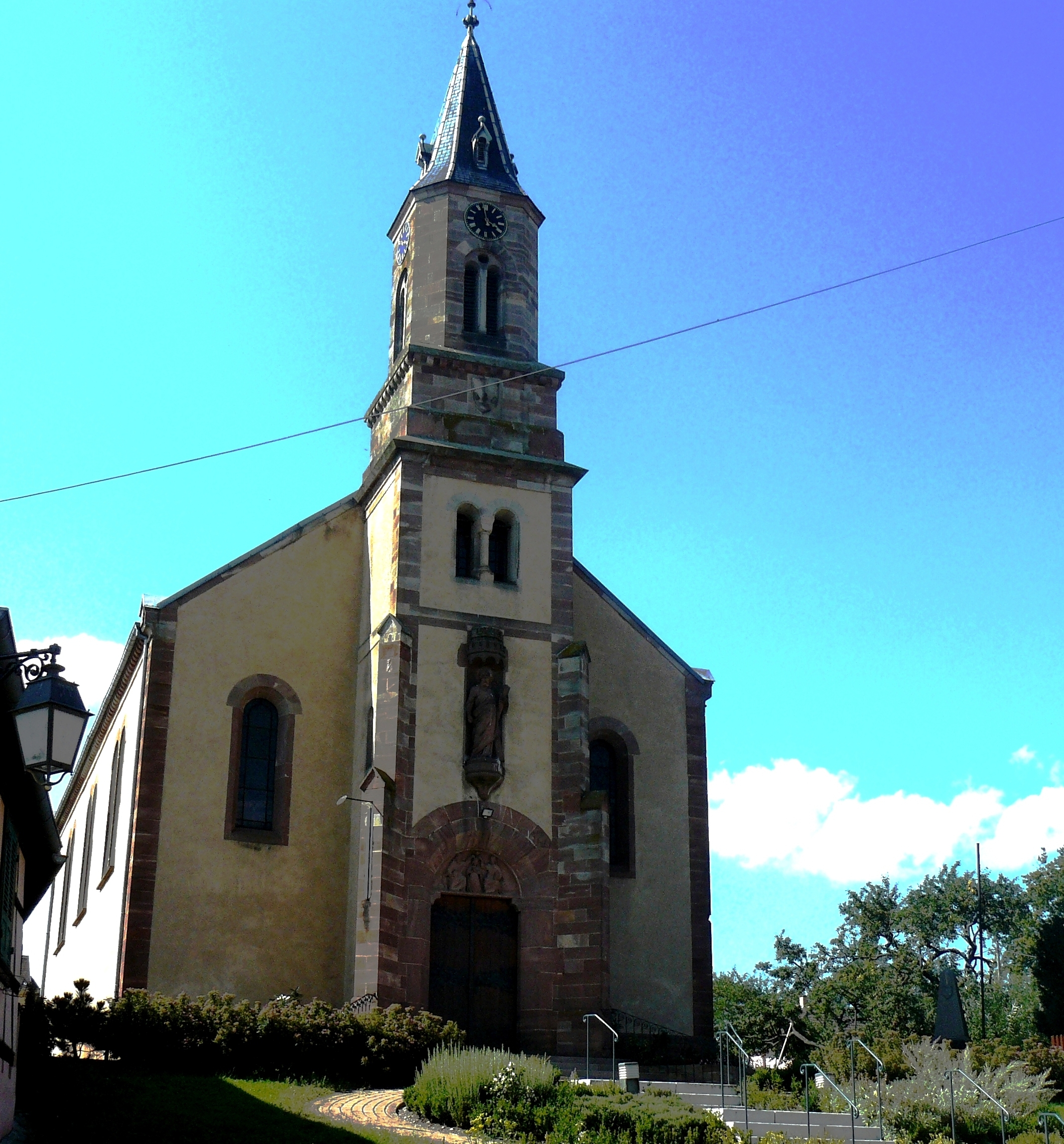
Église paroissiale Saint-André d'Eichhoffen.

### Chapelle Saint-Jean-Baptiste
À côté de la mairie se trouve la chapelle Saint Jean-Baptiste qui aurait été consacrée par le pape Léon IX (Bruno d'Eguisheim 1002-1054) en personne, à la mémoire de la Vierge et de saint Jean en 1052. Cette petite chapelle a été reconstruite en 1569 par l'abbé d'Altorf. Il ne reste aujourd'hui que trois fenêtres géminées à ogive et une porte d'un faible intérêt. Depuis l'époque de sa reconstruction, cette chapelle a toujours été une propriété particulière. Avant 1789, elle n'était ouverte au culte que pendant le temps où l'abbé résidait dans sa maison de campagne. En 1845, on a trouvé dans une maison attenante à la chapelle, un haut relief taillé dans un seul bloc de bois de chêne et représentant la mort de la Vierge. Cette sculpture est passé entre les mains d'un certain Alphonse Chuquet de Strasbourg. À côte de la chapelle se trouve le kloesterle, cour domaniale (Dinghof) qui remonte à 1353. On y remarque une cave voûtée avec des piliers qui proviendraient de la chapelle de l'ancien prieuré d'Ittenwiller à Saint-Pierre. La chapelle a été classée dans l'inventaire supplémentaire des monuments historiques le 27 février 1936.

### Église Saint-André
Pendant quelque temps, Eichoffen fait partie de la paroisse d'Andlau et cela jusqu'au milieu du XIXe siècle. Par la suite, pour éviter des déplacements fastidieux, le village fait construire sa propre église paroissiale, dédiée à saint André sur les conseils de l'architecte strasbourgeois Jehu. L'église abrite une Vierge à l'enfant dorée et argentée de la seconde moitié du XVIIIe siècle.

## Personnalités liées à la commune

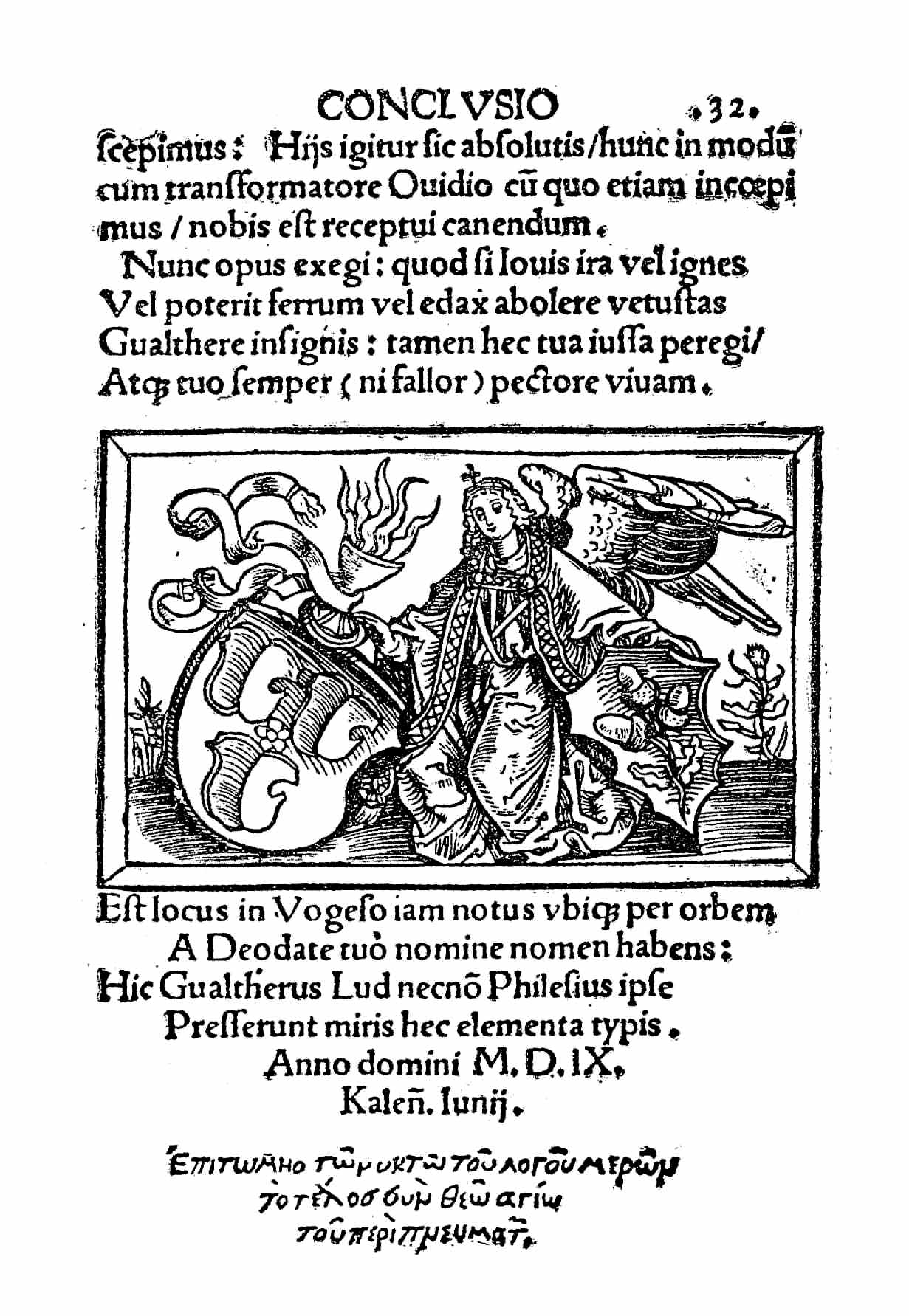
Grammatica Figurata (Mathias Ringmann, 1509).

- L'humaniste Mathias Ringmann, membre du Gymnase vosgien et auteur de la Grammatica Figurata, est né à Eichhoffen en 1482. Ci-contre, les armes d'Eichhoffen (feuilles de chêne et glands) apparaissent sur l'écusson de droite dans cette gravure reproduite dans la Grammatica Figurata.